# Patata di Nasso
La patata di Nasso IGP o Πάτατα Νάξου / Patata Naxou, si riferisce a un tubero commestibile della pianta Solanum tuberosum, proveniente dall'isola di Nasso, in Grecia, nelle varietà Liseta, Spunta, Marfona, Vivaldi e Alaska. Alla patata di Nasso viene concesso il 26 marzo 2002,  il riconoscimento IGP, ufficialmente assegnato il 29 novembre 2011.

## Metodo di produzione
La raccolta della coltura primaverile ha inizio a fine maggio per concludersi nella prima decade di luglio. Una pratica celebre della Patata Naxou IGP è la maturazione in campo, sotto copertura. Dopo l'estrazione dei tuberi e dopo una prima cernita per eliminare le sostanze estranee e i tuberi danneggiati, le patate vengono lasciate sul campo, ricoperte con uno strato di paglia e con le loro stesse piante in modo da proteggere i tuberi dal sole.

## Aspetto e sapore
La patata di Nasso IGP si caratterizza per il calibro uniforme, l'aspetto pulito, l'elevato contenuto di sostanza secca e il ridotto contenuto in zuccheri. L'epidermide è di color giallo, liscia e omogenea. La polpa ha un caratteristico colore bianco giallastro.

## Origine
La rinomanza della patata di Nasso IGP risale alle origini dello Stato greco moderno e perdura quindi da quasi due secoli. Cominciò a godere di notorietà quando, verso la metà dell'Ottocento, fu offerta al re Ottone di Baviera come specialità locale, in occasione di una sua visita sull'isola di Nasso. In seguito, nel 1874, fu descritta da Dugit come uno dei prodotti agricoli locali degni di nota. Nel 1911, in occasione del primo censimento rurale emerge che si coltivavano 112 ettari a patate; mentre nel 1926 il comune di Glinados la sceglie come proprio emblema. Nel 1953 è stato fondato sull'isola il "Centro nazionale di produzione di tuberi-seme di patate" e nel 1959 la patata di Nasso è stata inserita nel registro dei prodotti di cui è obbligatoria la protezione a livello nazionale.